# Twittérature
La twittérature (mot-valise créé à partir de « Twitter » et de « littérature ») est une forme de littérature numérique pratiquée sur le réseau social Twitter. La plateforme est à la fois un support de diffusion et une contrainte inhérente, puisque les tweets sont restreints à 280 caractères. Les genres littéraires produits varient, même si la limite de caractères favorise la poésie et la micronouvelle.

Dans son article Ce que les réseaux font à la littérature, Alexandre Gefen affirme que le microblogging pousse la littérature à quitter les espaces pensés pour l’expression littéraire et à s’imposer à l’intérieur des dialogues sociaux : 

« L’écriture par Twitter relève d’un détournement d’une technologie au profit d’un désir d’écriture, celui de produire une théorie d’états d’âme une météorologie de l’humeur du lieu, un flux atomistique d’autant plus transitoire qu’il accepte de dissoudre sa propre voix dans le bruit immense de la présence textuelle numérique d’autrui. Cette discontinuité, qui interdit de constituer le texte en une nappe unifiée dont la lecture serait prévisible et maîtrisable, produit des fragments qui s’exposent et se détachent poétiquement de la temporalité énonciative globale, de la timeline sociale pour acquérir une portée expressive. »

## Littérature à contraintes
La twittérature est une littérature à contraintes par le choix même de son support, qui lui impose une limite de caractères. Il faut ajouter à cela qu’elle ne permet ni abréviation ni émoticône,. Ces contraintes encouragent entre autres les twittérateurs à faire un usage créatif de procédés et de figures de style comme l’allusion, la litote, l’asyndète, la parataxe, le zeugme, la synecdoque, l’ellipse, le ouï-dire, le sous-entendu ou la délation. En effet, « le tweet supporte toutes les stratégies de condensation ». Dans la lignée de l’OULIPO, on voit ainsi dans la contrainte un stimulant à l’imagination,.

## Histoire
La littérature sur Twitter existe dès les débuts du réseau social en 2006. Cependant, ce n’est que deux ans plus tard que le phénomène prend de l’ampleur et obtient l’attention des médias. Entre autres, en 2008, l’auteur Matt Richtel (en) invente le mot « Twiller » (fusion de « Twitter » et « thriller ») pour décrire un roman à suspense écrit sur Twitter.
La plupart s'entendent pour dire que le terme twittérature lui-même est popularisé en 2009 par Alexander Aciman (en) et par Emmett Rensin (en) dans leur livre Twitterature: The World's Greatest Books in Twenty Tweets or Less.

### Les premiers romans Twitter
Selon les sources et les critères, trois œuvres de twittérature sont alternativement considérées comme le premier roman Twitter. Chronologiquement, The Good Captain, une adaptation de Benito Cereno d’Herman Melville, est le premier texte commencé (novembre 2007) et terminé (février 2008). Cependant, Small Places, dont la publication débute en avril 2008 et se termine en mars 2010 avec 992 tweets, a été le sujet d'une thèse en tant que premier roman Twitter. La quatrième théorie, intitulé Croisade à l’origine, paraît pour la première fois de décembre 2008 à avril 2010 sous la forme de 5 200 tweets.
Du côté de la bande-dessinée, Executive Severance de Robert K. Blechman est la première BD Twitter.

### Twittérature francophone
Le domaine francophone compte plusieurs œuvres de twittérature. Le Madeleine project de Clara Beaudoux, par exemple, est publié sur le réseau Twitter de 2015 à 2017, avant de faire l'objet d'une publication en format imprimé aux éditions du sous-sol. En 2010, Guillaume Vissac publie pendant plusieurs semaines sur Twitter des fragments de sa fiction Accident de personne, parue ensuite sous forme d'anthologie aux édition du Nouvel Attila. Depuis, l'écrivaine Anne Savelli anime le profil fictif de Dita Kepler, à partir duquel elle conçoit plusieurs récits : Décor Lafayette (Inculte, 2013), Décor Daguerre (Éditions de l'Attente, 2017), L'île ronde (Joca Seria, 2014) et La boucle impossible (Joca Seria, 2024, ouvrage co-écrit avec Joachim Séné).

### Reconnaissance institutionnelle

#### L’Institut de twittérature comparée
En 2010, l'Institut de twittérature comparée Bordeaux-Québec (ITC) est fondé par le journaliste français Jean-Michel Le Blanc et l’artiste multidisciplinaire et professeur québécois Jean-Yves Fréchette. L’ITC publie son premier manifeste en 2010.
En 2011, l’Institut, en collaboration avec l’hebdomadaire de la twittérature Twittology de Stéphane Bataillon, lance le premier concours international de twittextes à l’occasion du Mois de la twittérature (février 2011). En 2012, il organise à Québec le premier Festival international de twittérature. En 2013, la deuxième édition se tient à Bordeaux,.

#### Évènement
En 2012, le journal The Guardian met au défi vingt et un auteurs de renom de réaliser un roman sur Twitter.

#### De Twitter au livre
En 2008, Jay Bushman compile les tweets de The Good Captain en un livre numérique autoédité.
En 2009, Alexander Aciman et Emmett Rensin publie Twitterature: The World's Greatest Books in Twenty Tweets or Less chez Penguin Books. Cependant, quoique les textes respectent la limite de caractères imposée par Twitter, ils n’ont pas été publiés au préalable sur Twitter.
En novembre 2009 paraît Electric Aphorisms de John Roderick chez Publication Studio. Il s’agit du premier livre (non un roman) publié par une maison d’édition ayant d’abord été entièrement rédigé sur Twitter (de décembre 2008 à mai 2009). La version en ligne a toutefois été supprimée à la parution du livre.
En 2011 paraît Tweet rebelle de Jean-Yves Fréchette chez L'Instant Même. Le recueil de 176 pages propose 1001 tweets d'exactement 140 caractères, regroupés en 14 chapitres. 
En 2013, La quatrième théorie de Thierry Crouzet paraît chez Fayard.
De nombreuses autres œuvres de twittérature ont fait l’objet d’une publication en autoédition ou par des maisons d’édition.

### De 140 à 280 caractères
En novembre 2017, la limite de caractères des tweets passe de 140 à 280 caractères,.

### Œuvres de twittérature
- (en) Alexander Aciman et Emmett Rensin, Twitterature : The World's Greatest Books in Twenty Tweets or Less, Londres, Penguin Books, 2009, 224 p. (ISBN 978-0-14-311732-2)
- Patrick Baud, Nanofictions, Paris, Flammarion, 2018, 128 p. (ISBN 978-2-08-139003-4, EAN 9782081390034, lire en ligne)
- (en) Jay Bushman (@goodcaptain), The Good Captain, The Loose-Fish Project, 2008 2007-2008, 69 p. (lire en ligne)
- Thierry Crouzet, La quatrième théorie, Paris, Fayard, coll. « Fayard Noir », 2013 2008-2010, 544 p. (EAN 9782213672342, lire en ligne)
- (en) Jennifer Egan, Black Box, The New Yorker, 2012 (lire en ligne)
- Jean-Yves Fréchette (@pierrepaulpleau), Tweet rebelle, Québec, L’Instant même, coll. « Twittérature », 2011, 176 p. (ISBN 978-2-89502-316-6, lire en ligne)
- Jean-Yves Fréchette (@pierrepaulpleau) et Patrick St-Hilaire (@BlacksmithPat) (préf. Gilles Pellerin), Ne sois pas effrayé par le pollen dans l'œil des filles, Québec, L'Instant même, coll. « Twittérature », 2015, 170 p. (ISBN 978-2-89502-363-0)
- Chantale Gingras (@ChaginTonic), La vie est brève, Québec, L'Instant même, coll. « Twittérature », 2016, 90 p. (ISBN 978-2-89502-375-3)
- (en) Robert K. Blechman, Executive Severance (The Twistery Twilogy, 1), Amazon autoédition, 2011 2009, 148 p. (ISBN 978-0-9832747-5-9 et 0983274754)
- (en) Robert K. Blechman, The Golden Parachute (The Twistery Twilogy, 2), Amazon autoédition, 2017 2016 en kindle ebook, 185 p. (ISBN 978-1-5203-3292-5 et 1520332920)
- (en) Robert K. Blechman, I Tweet, Therefore I Am (The Twistery Twilogy, 3), Amazon autoédition, 2017, 360 p. (ISBN 978-1-5204-1519-2 et 1520415192)
- Jean-Michel Le Blanc (@Centquarante), Le compte des mille et un tweets, Québec, L'Instant même, coll. « Twittérature », 2011, 176 p. (ISBN 978-2-89502-317-3, lire en ligne)
- Mahigan Lepage & al., Le Twictionnaire des e-dées reçues et le Catablogue des opinions numériques, Publie.net, 2013 (ISBN 978-2-8145-0741-8)
- (en) David Mitchell (@david_mitchell), The Right Sort, Sceptre Books, 2014 (lire en ligne)
- (en) John Roderick, Electric Aphorisms, Portland, Publication Studio, 2009, 365 p. (ISBN 978-0-9843060-5-3)